# Кант и кљунар
Кант и кљунар (итал. Kant e l'ornitorinco) есеј је Умберта Ека оригинално објављен 1997. године. Књига развија неке аспекте Екове Теорије семиотике која је изашла 1976. године.

## Синопсис
У првом поглављу Еко износи ставове против Ничеове тврдње да је истина поетично разрађена „мобилна војска метафора, метонимија и антроморфизама” која касније стиже у знање, „илузију чија је илузорна природа заборављена”.
У другом поглављу, радећи са идејама разрађеним од Чарлса Сандерса Перса и Имануела Канта, Еко пореди лингвистичко и перцептивно значење када су суочени са несусретљивим.
Треће поглавље приказује сусрет Астека са коњем у смислу когнитивног типа, приватни механизам који омогућава идентификацију објекта и нуклеарни садржај, који појашњавају одговарајуће функције интерсубјективности. Овоме је додат и моларни садржај, који обезбеђује много шири спектар сазнања, чак и ако је ограничен на одређени делокруг. Од свега овога Еко развија разумевање друштвених елемената у организацији знања.
Четврто поглавље говори о различитом редоследу знања са речником и енциклопедијом, односно о разликама између категоричког знања и знању по својствима. На примеру доласка првог кљунара у Европу, Еко посматра проблем са којим се суочавају научници у својим покушајима да класификују ово створење осамдесет година, као и на уговорну природу преговора која ствара заједничко значење.
У поглављу пет Еко разматра саркијапона, животињу чија је једина природа та да је фиктивна. Он даље разматра како значење термина зависи од контекста, користећи примере како би изазвао различита значења.
У последњем, шестом, поглављу он се бави иконизмом и хипоиконом. Еко пореди и контрастира “сличност” и “сродност” у односу на перцепцију и концепцију. С тим циљем он апострофира основне семиотичке процесе који се одвијају у перцепцији и обезбеђују одређења из којих когнитивни типови могу бити изграђени, са свим културним пртљагом који је умешан.